# Pawliszczewo (obwód pskowski)
Pawliszczewo (ros. Павлищево) – wieś (ros. деревня, trb. dieriewnia) w zachodniej Rosji, w osiedlu wiejskim Bieżanickoje rejonu bieżanickiego w obwodzie pskowskim.

## Geografia
Miejscowość położona jest w pobliżu rzeki Lsta, 23,5 km od drogi regionalnej 58K-019 (Łoknia – Chriapjewo) i centrum administracyjnego osiedla wiejskiego i całego rejonu (Bieżanice), 137 km od stolicy obwodu (Psków).

## Demografia
W 2010 r. miejscowość zamieszkiwała 1 osoba.